# Église Adolphe-Frédéric
L'église Adolphe-Frédéric est une église du XVIIIe siècle située au centre-ville de Stockholm, la capitale suédoise. Elle est surtout connue pour son cimetière, dans lequel reposent un certain nombre de personnalités, en particulier le Premier ministre Olof Palme.

## Construction
L'église doit son nom au roi Adolphe-Frédéric, qui pose la première pierre du bâtiment en 1768. Elle est inaugurée le 27 novembre 1774 par le fils ainé d'Adolphe-Frédéric, le roi Gustave III et par le prince Charles, le futur Charles XIII. Sont également présents l'évêque Daniel Herweghr, les pasteurs Rensen et Wykman ainsi que le maître de chapelle à la cour du roi Francesco Uttini. Le prêche d'inauguration est prononcé par le prêtre de la paroisse de Kungsholm, Nils Jakob Nymansson.
L'église est érigée sur un emplacement précédemment occupé par une chapelle en bois, construite en 1674, la chapelle Saint-Olaf. L'église a été construite autour de la chapelle, qui n'a été détruite qu'à la fin des travaux.

## Architecture et décorations
L'église Adolphe-Frédéric est construite en style gustavien, avec quelques éléments de rococo. Les extérieurs incluent des façades recouvertes d'enduit blanc, un toit de couleur cuivre, une coupole peinte en noir, des reliefs et des détails dorés. Le plan au sol est en forme de croix à double symétrie axiale, les bras est et ouest étant les plus longs. La coupole est positionnée au centre, et est surmontée d'une lanterne.
À l'intérieur, c'est encore une fois la couleur blanche qui domine. Le retable, sculpté par Johan Tobias Sergel, représente la résurrection de Jésus. L'église abrite une autre œuvre de Johan Tobias Sergel, le monument Cartesius (suédois : Cartesiusmonumentet), hommage au scientifique et philosophe français René Descartes. Cette sculpture, ajoutée à l'initiative de Gustave III, représente « la vérité (un globe terrestre) délivrée du mensonge ».
Au cours des années 1893 à 1895, l'architecte Agi Lindegren réalise d'importants travaux de rénovation à l'intérieur du bâtiment. L'église perd alors une grande partie de son caractère, avec l'ajout de reliefs et de stuc. D'autres travaux sont réalisés dans les années 1950, et l'église est rénovée une nouvelle fois au milieu des années 1990. Le retable et la chaire sont toutefois d'origine.
Les fonts baptismaux présentent la caractéristique inhabituelle d'être en cristal. Ils proviennent de la cristallerie d'Orrefors et sont signés Liss Eriksson.
L'église peut accueillir jusqu'à 1 400 fidèles.

## Galerie

### Extérieurs

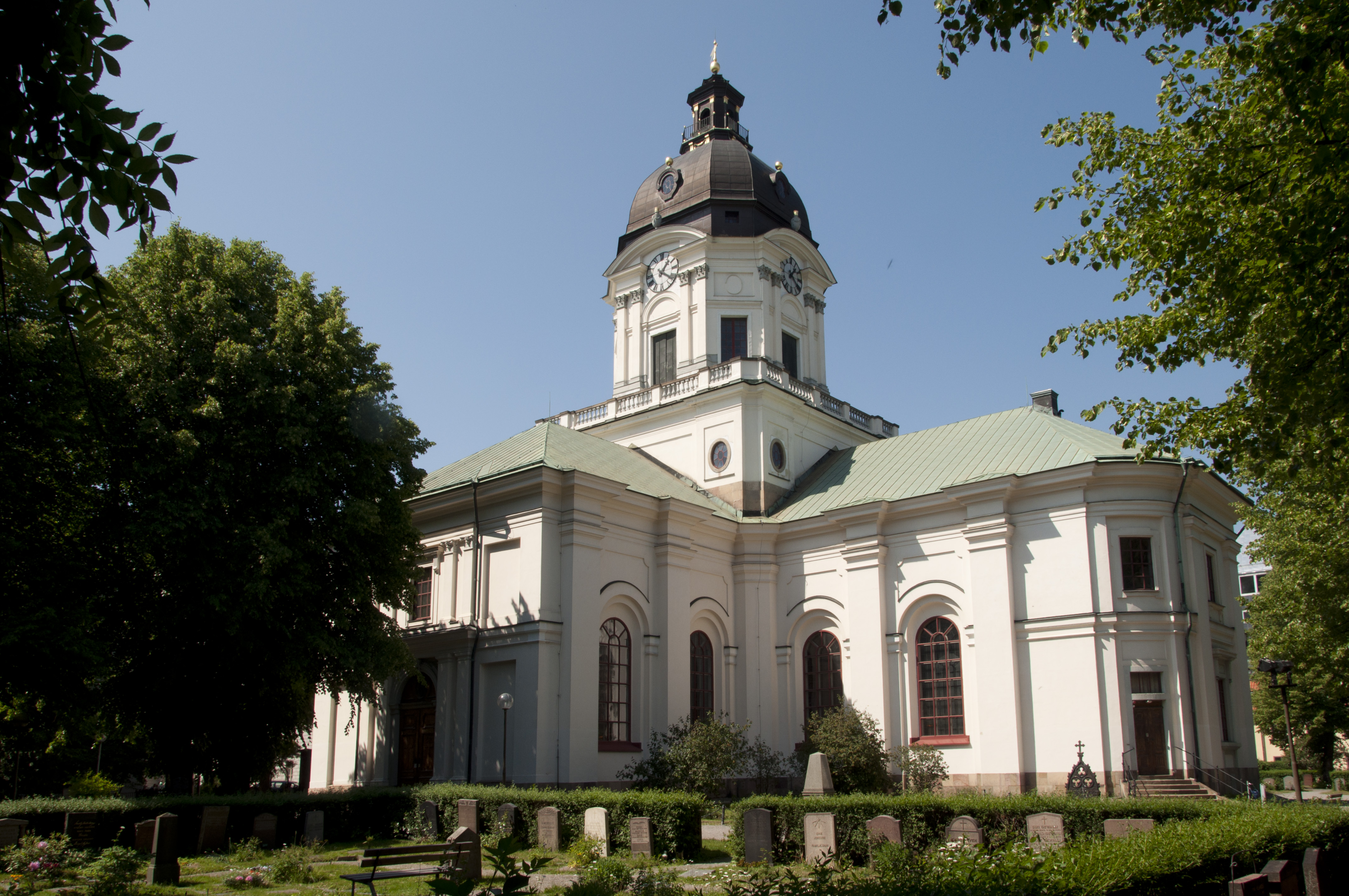
L'église, côté sud-ouest.
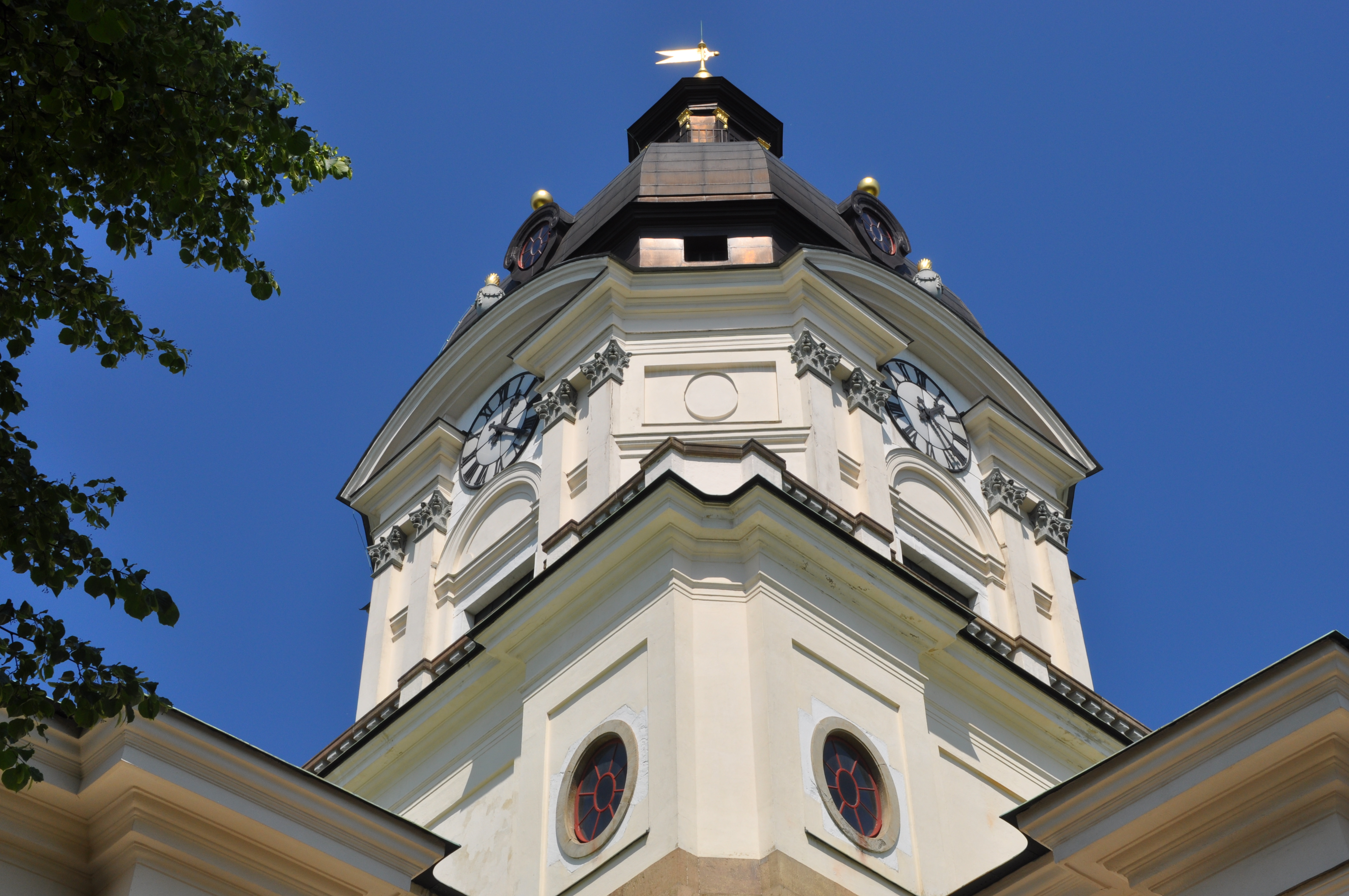
Le clocher.
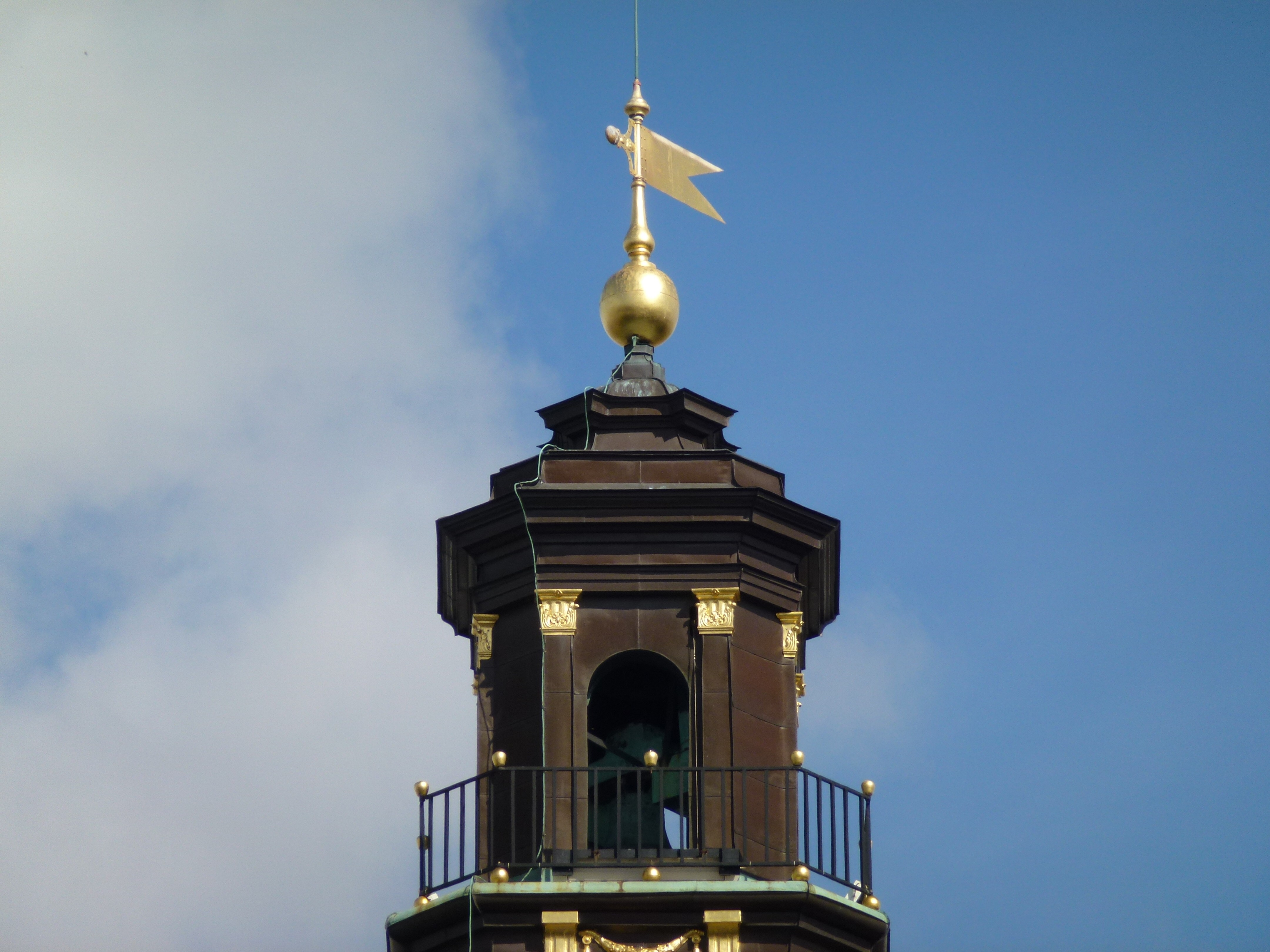
La lanterne et la girouette.
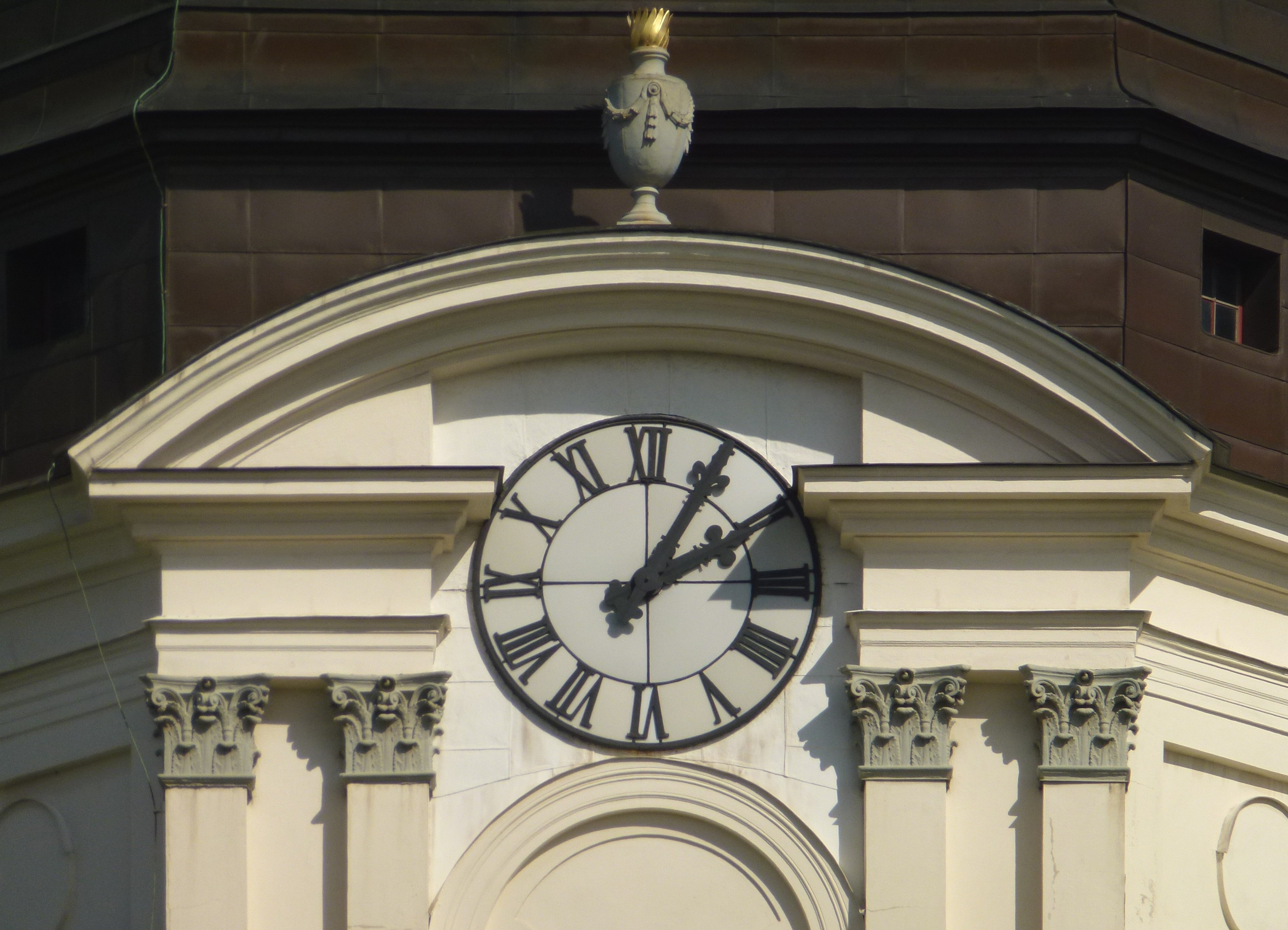
L'horloge.

### Intérieurs

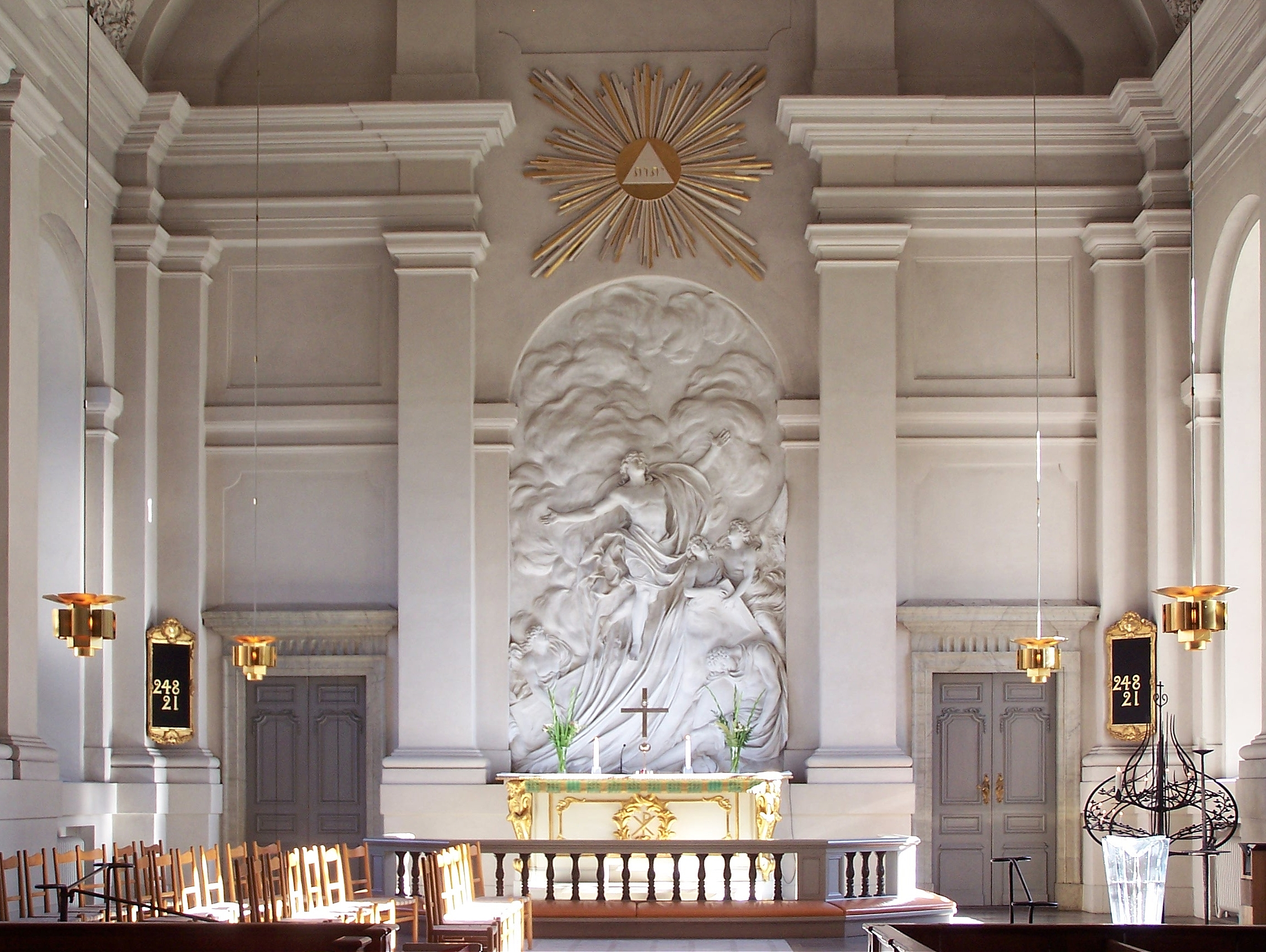
Le retable, œuvre de Johan Tobias Sergel.
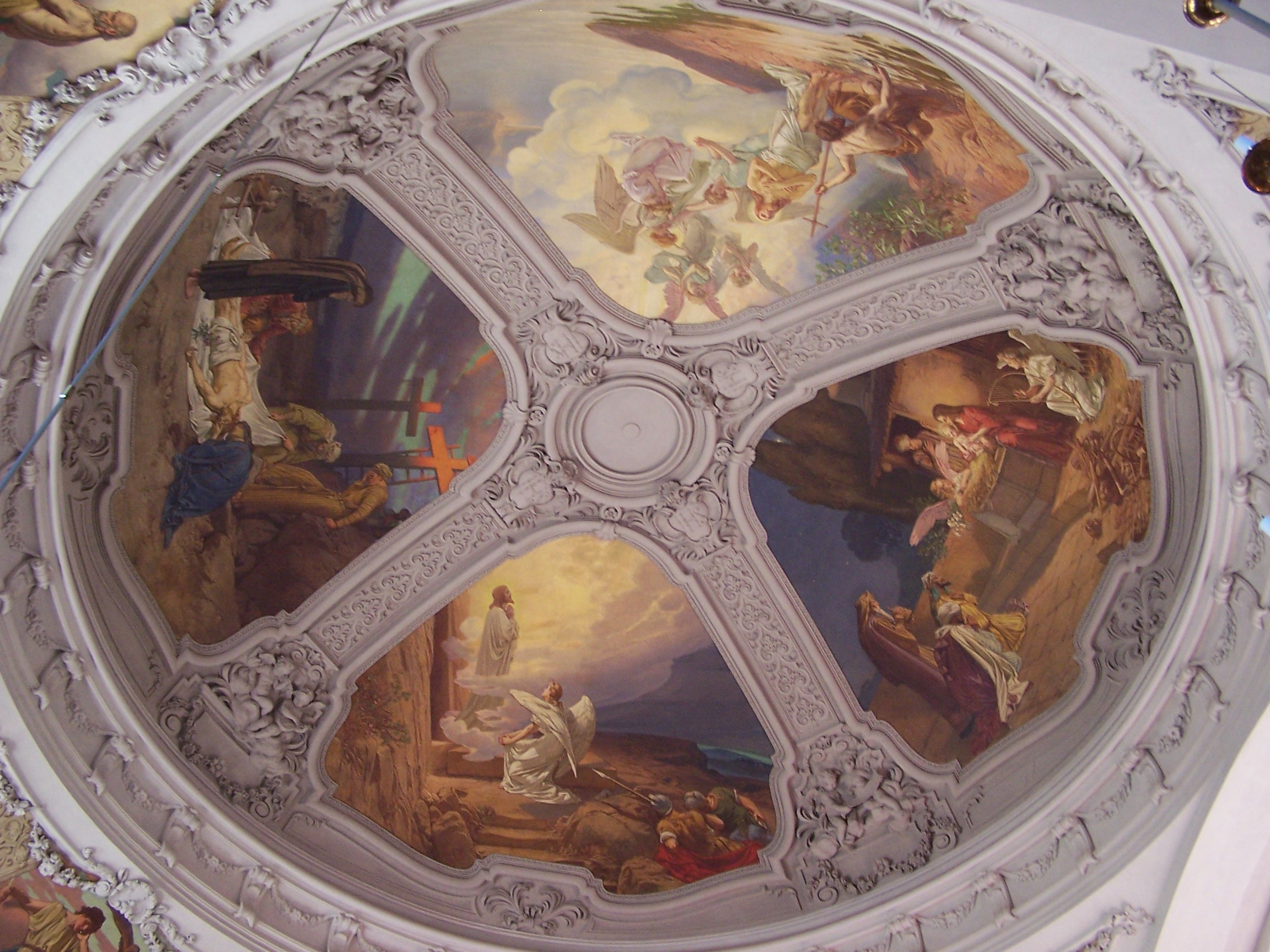
Les peintures de la coupole sont signées Julius Kronberg.
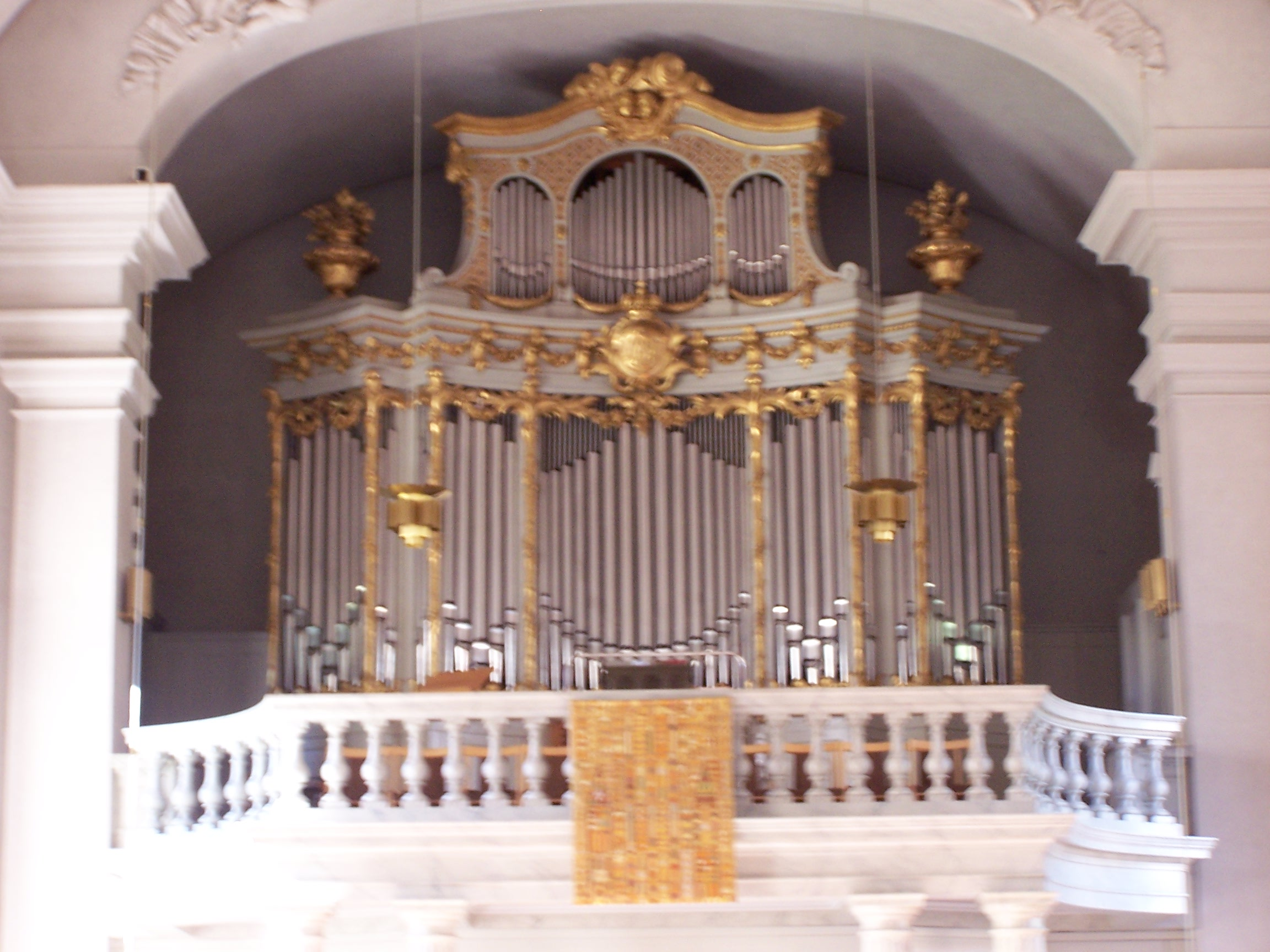
L'orgue.
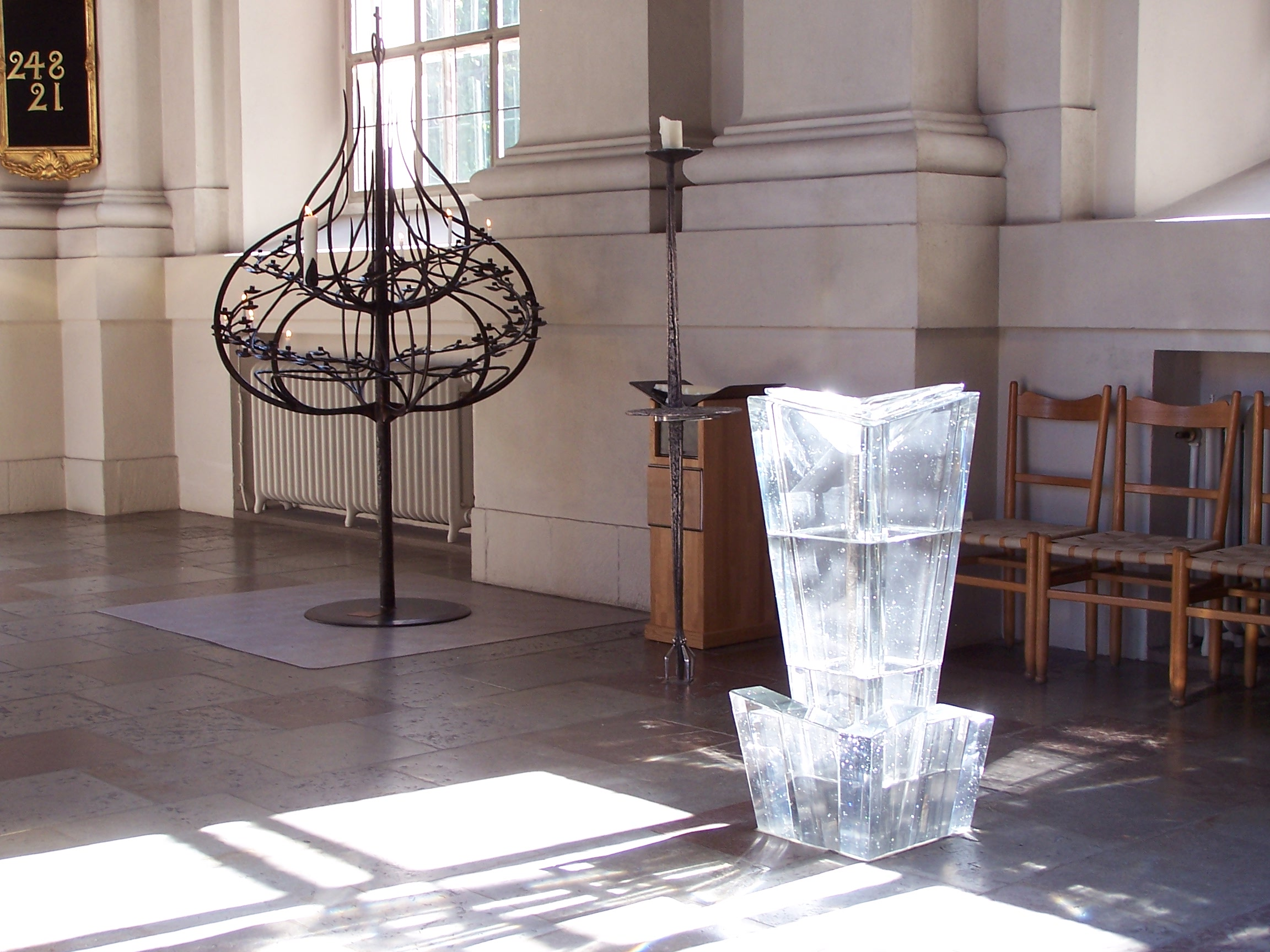
Les fonts baptismaux sont en cristal.

## Cimetière
Un certain nombre de personnalités reposent dans le cimetière de l'église Adolphe-Frédéric, telles que l'artiste Johan Tobias Sergel, le peintre Elias Martin, le poète Bengt Lidner, les Premiers ministres Hjalmar Branting et Olof Palme, l'explorateur Sven Hedin, ou encore les acteurs Anders de Wahl et Thor Modéen. Le Français René Descartes, qui est mort à Stockholm en 1650, a été enterré à l'emplacement aujourd'hui occupé par l'église. Sa dépouille a été rapatriée en France en 1666.

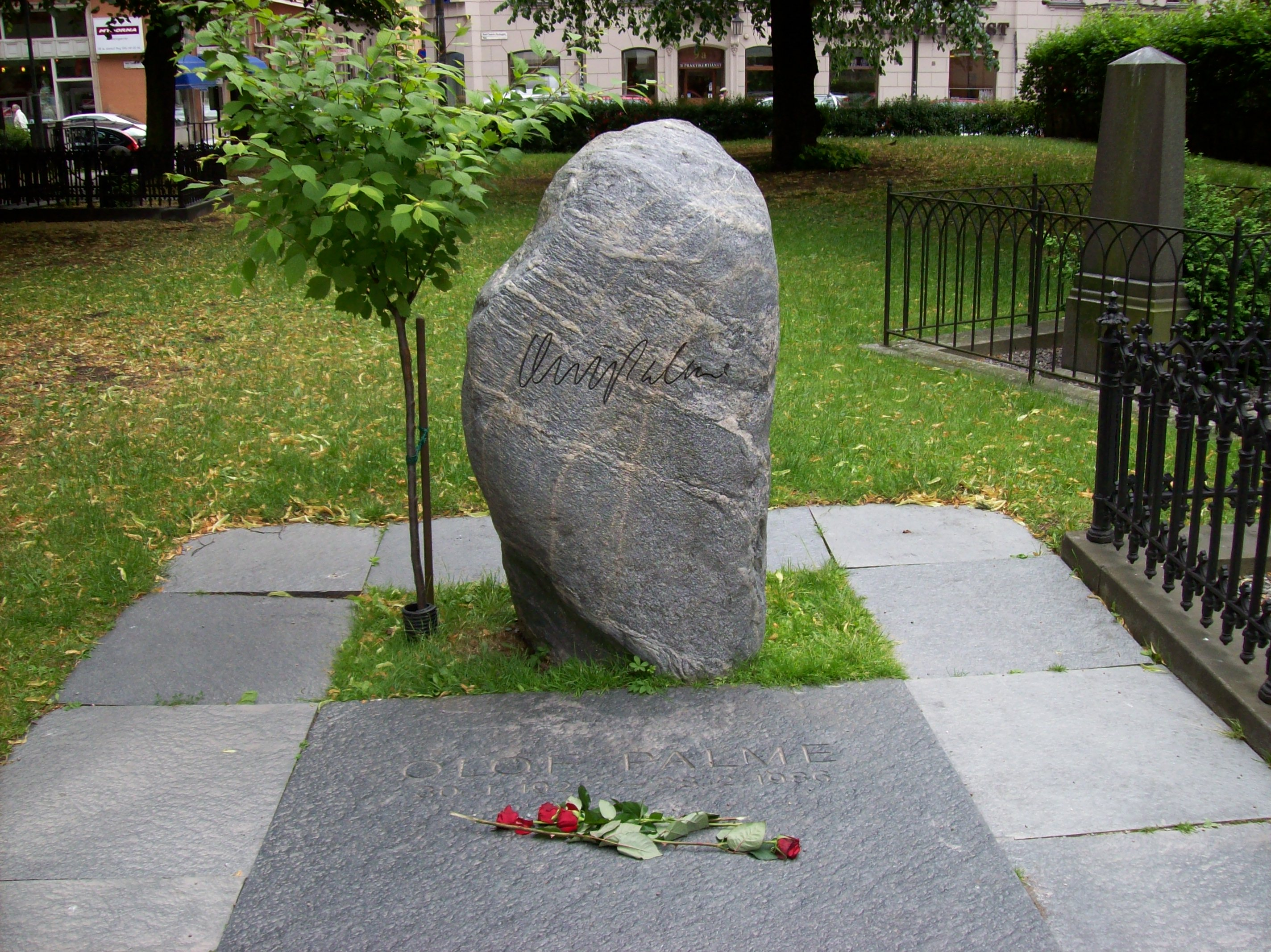
La tombe d'Olof Palme.
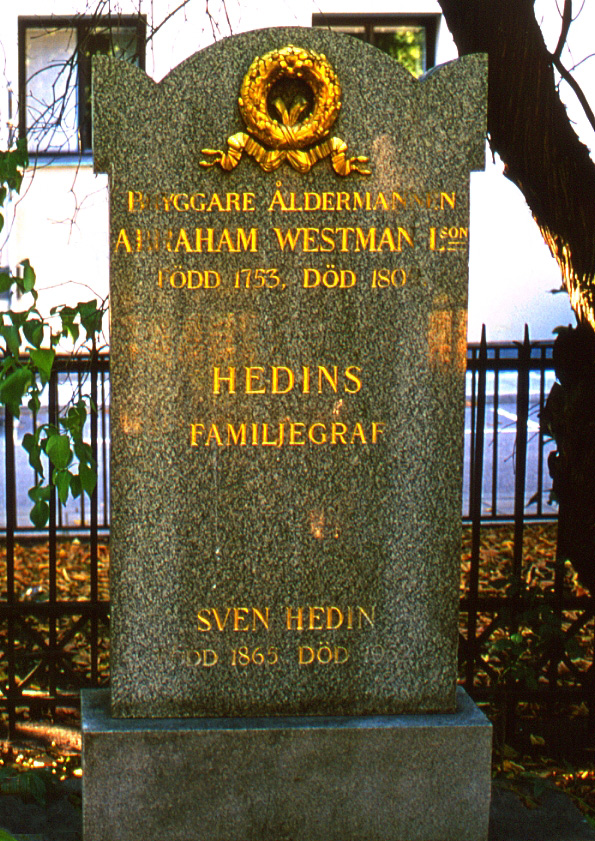
La tombe de Sven Hedin.
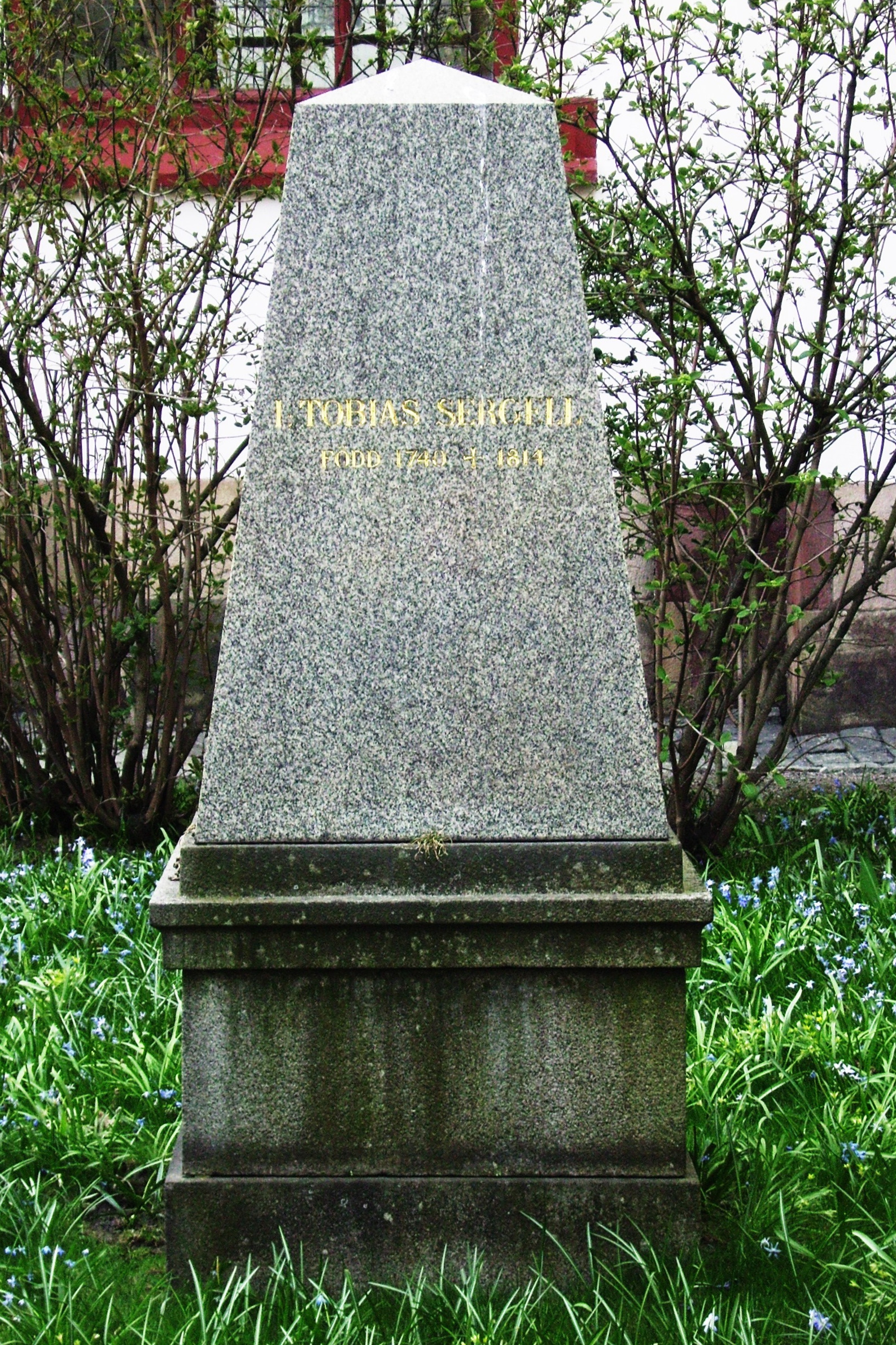
La tombe de Johan Tobias Sergel.
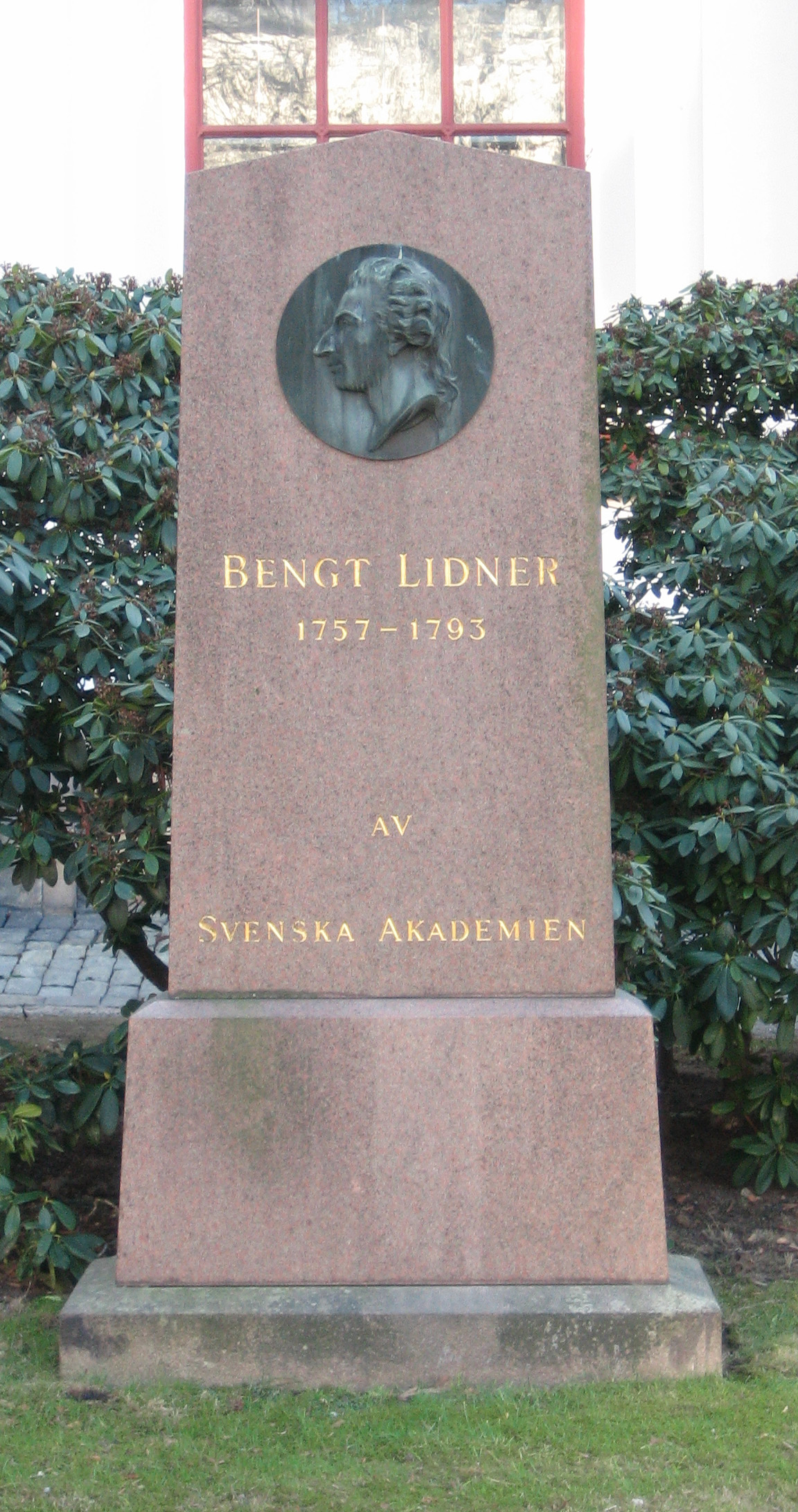
La tombe de Bengt Lidner.